# Jacobus Grooff
Jacobus Groff (ur. 3 sierpnia 1800 r., zm. 29 kwietnia 1852 r.) – holenderski ksiądz katolicki, prefekt apostolski, a następnie wikariusz apostolski Gujany Holenderskiej od 1826 r.
Tak jak poprzednik pochodził z katolickiej rodziny holenderskiej. Po ukończeniu szkoły średniej rozpoczął studia teologiczne, które ukończył w 1825 r. otrzymując 19 września święcenia kapłańskie tego samego roku. Został następnie skierowany na misję do Gujany, holenderskiej kolonii w Ameryce Południowej. W 1826 r. po niespodziewanej śmierci księdza Martinusa van der Weijdena objął stanowisko prefekta apostolskiego Gujany Holenderskiej.
W 1842 r. został podniesiony do godności wikariusza apostolskiego oraz biskupa ze stolicą tytularną w Cannae. Jego konsekracja miała miejsce dwa lata później. Zmarł w 1852 r.